# John Katzenbach
John Katzenbach (Princeton, Nueva Jersey, Estados Unidos, 23 de junio de 1950) es un escritor estadounidense. Sus obras son del género de misterio y suspenso. Ha colaborado como guionista en películas basadas en obras propias.
Entre sus obras destacan El psicoanalista, La historia del loco, Juegos de ingenio y Al calor del verano. Esta última fue nominada a dos Premios Edgar y llevada al cine como The Mean Season.

## Biografía
Nació en 1950 en Princeton, Estados Unidos. Es hijo del político estadounidense Nicholas Katzenbach y la psicoanalista Lydia Phelps. Su padre fue un protagonista durante el mandato de John F. Kennedy, por lo que desde pequeño John Katzenback tuvo contactos directos con el mundo de la política y la ley.
Desde joven se sintió atraído por la literatura por lo que decidió estudiar la carrera de periodismo. Durante su época como periodista especializado en hechos judiciales, tuvo sus primeros contactos con situaciones que más tarde se convertirían en escenarios o argumentos de sus obras literarias. En 1987 abandonó la carrera periodística para dedicarse por completo a la escritura.

### Vida personal
Está casado con la periodista estadounidense Madeleine Blais, con quien vive en la zona oeste de Massachusetts. La pareja tiene dos hijos y un perro. John Katzenback se describe a sí mismo con un hombre que disfruta del tiempo en familia y la pesca.

## Trayectoria
Su primer empleo como periodista fue en el periódico Trenton Times. Era el encargado de cubrir y relatar los sucesos que ocurrían por la noche en la ciudad. Durante esta época comenzó a relacionarse con temas como las prisiones y los hospitales psiquiátricos, los cuales finalmente se convirtieron en escenarios de algunas de sus obras.
Al mudarse a Miami comenzó trabajando para el Miami News. Su trabajo en este periódico fue de gran influencia en su carrera como escritor, lo que se manifestó en su primera novela Al calor del verano. Tiempo después se incorporó como reportero de la corte criminal para The Miami Herald encargado de la unidad de acontecimientos y juzgados.
También ha trabajado para la revista Herald Tropic  y los periódicos The New York Times, el Washington Post, y The Philadelphia Inquirer.
En 1982 publicó su primera obra como novelista Al calor del verano. La obra fue bien recibida por la audiencia y nominada a dos Premios Edgar, y adaptada al cine como Llamada a un reportero (The Mean Season). En 1987 publicó la novela Retrato en Sangre, y a partir de ello decidió dedicarse de tiempo completo a la escritura, abandonado su trabajo como periodista. Tras la publicación de Juicio final en 1992 comenzó a ser reconocido como un referentes de novelas de thriller psicológico, considerado uno de los autores de misterio más exitosos y respetados del mundo. La fama mundial la alcanzó al publicar La Guerra de Hart, considerada una de sus más grandes obras y adaptada al cine.
La novela El psicoanalista, publicada en 2002 es una de sus obras más populares y es considerada una de las principales obras del estilo de suspenso e intriga. De esta novela se estima que se han vendido más de un millón de ejemplares.

## Obras
Sus obras se han instalado como referentes del thriller psicológico y han sido traducidas a varios idiomas, y algunas han recibido premios.
- 1982: Al calor del verano (In the Heat of the Summer). En 2002 obtuvo el premio Barry Award por mejor novela, y en 2004 fue nominada al Premio Edgar como mejor novela.
- 1984: First Born. No traducida al español.
- 1987: Retrato en sangre (The Traveler). Este libro fue parte de la lista de best seller del New York Times.[9][10]
- 1989: Un asunto pendiente (A Day of Reckoning). Este libro fue parte de la lista de superventas del New York Times.
- 1992: Juicio final (Just Cause). Este libro fue parte de la lista de superventas del New York Times
- 1995: La sombra (The Shadow Man). Nominada al Premio Edgar en 1996.
- 1997: Juegos de ingenio (State of Mind).
- 1999: La guerra de Hart (Hart's War).
- 2002: El psicoanalista (The Analyst). Con más de un millón de ejemplares vendidos. En 2004 ganó el Gran Premio de la Literatura Policíaca en la categoría internacional.
- 2004: La historia del loco (The Madman's Tale). En 2004 obtuvo el Premio Hammett y en 2005 fue nominado a mejor al Premio Anthony en la categoría de mejor novela,[11] [12]
- 2006: El hombre equivocado (The Wrong Man).
- 2010: El profesor (What Comes Next).
- 2012: Un final perfecto (Red 1-2-3).
- 2014: El estudiante (The Dead Student)
- 2016: Personas desconocidas (By Persons Unknown).
- 2018: Jaque al psicoanalista (The Analyst II). Secuela de El psicoanalista. Con 150 000 ejemplares vendidos desde su publicación.[8]
- 2020: Confianza ciega (The Architect).
- 2021: El club de los psicópatas (Jack's Boys)
- 2023: El psicoanalista en la mira (The Last Patient). Tercera parte de El psicoanalista.

## Adaptaciones al cine
En 1985, la novela Al calor del verano adaptada para la pantalla como Llamada a un reportero (The Mean Season). Fue protagonizada por Kurt Russell y Andy García. Juicio final (Just Cause) fue adaptada por Warner Brothers en 1995 y protagonizada por Sean Connery y Laurence Fishburne. La guerra de Hart es otra de sus obras que fue llevada al cine, protagonizada por Bruce Willis y Colin Farrell.
Se rumora que El hombre equivocado (The Wrong Man) se está adaptando a un filme francés de nombre Faux Coupable.
En 2014 se habló de una adaptación de El psicoanalista aunque no hubo más anuncios.